# 간주형 투구

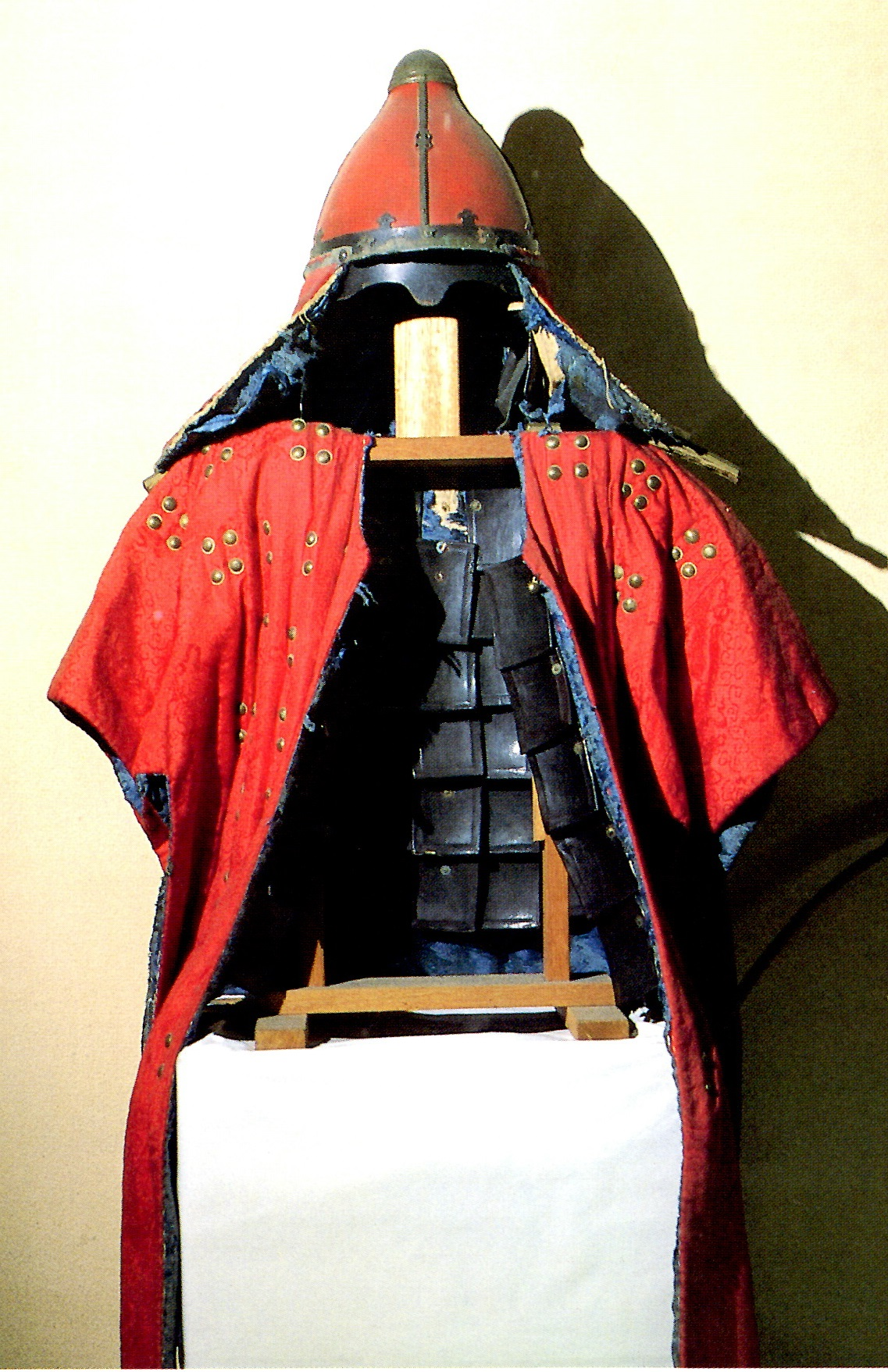
두정갑과 간주형 투구.

간주형 투구(幹柱形 --)는 고려 이후로 사용된 투구다. 세모꼴의 판 네 개를 결합하고 결합 부위에 "간주"라고 하는 기둥을 세워서 간주형 투구라고 한다. 차양은 전면에만 달았고 측면과 후면에는 드림이라는 추가적인 방호판을 달았다. 형태적으로는 서양의 스팡겐헬름을 닮았다.